# Championnat du Congo de football 2019-2020
Navigation
Saison précédente Saison suivante
La saison 2019-2020 du Championnat du Congo de football est la 55e édition de la première division congolaise, la Ligue 1. Les quatorze équipes sont regroupées au sein d'une poule unique, où chaque équipe affronte tous les adversaires de sa poule deux fois, à domicile et à l'extérieur.
L'AS Otohô d'Oyo, tenant du titre, remporte de nouveau le championnat, c'est son troisième titre de champion du Congo.

## Déroulement de la saison
Le championnat débute le 5 octobre 2019, lors de cette première journée deux rencontres n'ont pas lieu, FC Kondzo et l'AS Cheminots déclarent forfait. Lors de la rencontre Étoile du Congo contre Patronage Sainte-Anne des troubles éclatent, le score sera donné 3-0 en faveur de Saint Anne, l'Étoile du Congo aura ultérieurement une pénalité de un point.
Après la 22e journée, le 17 mars 2020, le championnat est suspendu à cause de la pandémie de Covid-19. Le 5 mai 2020, le championnat est définitivement arrêté, les quatre dernières journées ne seront plus disputées. L'AS Otohô est déclaré champion.

## Qualifications continentales
Le premier du classement final se qualifie pour la Ligue des champions de la CAF 2020-2021 tandis que le vainqueur de la Coupe du Congo 2019 obtient un billet pour la Coupe de la confédération 2020-2021.

## Les clubs participants
- AC Léopards
- Diables noirs de Brazzaville
- Inter Club
- Étoile du Congo
- CARA Brazzaville
- FC Kondzo
- JS Talangaï
- Tongo FC Jambom
- AS Cheminots
- Racing Club de Brazzaville - promu
- Patronage Sainte-Anne
- Nico-Nicoyé
- Vita Club Mokanda
- AS Otohô

## Compétition
Le nombre de participants a été réduit à quatorze équipes par rapport à la saison précédente. 

### Classement
Le barème utilisé pour établir le classement est le suivant :
- Victoire : 3 points
- Match nul : 1 point
- Défaite, forfait ou abandon : 0 point

| Rang | Équipe                     | Pts  | J  | G  | N | P  | Bp | Bc | Diff |
| ---- | -------------------------- | ---- | -- | -- | - | -- | -- | -- | ---- |
| 1    | AS OtohôT                  | 56   | 22 | 17 | 5 | 0  | 40 | 6  | +34  |
| 2    | Diables Noirs              | 42   | 22 | 12 | 6 | 4  | 27 | 15 | +12  |
| 3    | JS Talangaï                | 41   | 22 | 12 | 5 | 5  | 34 | 12 | +22  |
| 4    | FC Kondzo                  | 37   | 22 | 10 | 7 | 5  | 26 | 19 | +7   |
| 5    | CARA Brazzaville           | 33   | 22 | 9  | 6 | 7  | 24 | 22 | +2   |
| 6    | Étoile du Congo C          | 31-1 | 22 | 9  | 5 | 8  | 21 | 24 | -3   |
| 7    | Patronage Sainte-Anne      | 28   | 22 | 7  | 7 | 8  | 21 | 21 | 0    |
| 8    | Vita Club Mokanda          | 26   | 22 | 7  | 5 | 10 | 17 | 25 | -8   |
| 9    | AC Léopards                | 26   | 22 | 6  | 8 | 8  | 21 | 31 | -10  |
| 10   | Inter Club                 | 24   | 22 | 5  | 9 | 8  | 18 | 23 | -5   |
| 11   | Nico-Nicoyé                | 22   | 22 | 5  | 7 | 10 | 21 | 26 | -5   |
| 12   | Racing Club de Brazzaville | 21   | 22 | 6  | 3 | 13 | 20 | 31 | -11  |
| 13   | AS Cheminots               | 20   | 22 | 4  | 8 | 10 | 12 | 23 | -11  |
| 14   | Tongo FC Jambon            | 10   | 22 | 1  | 7 | 14 | 9  | 32 | -23  |

|  | Qualifié pour la Ligue des champions de la CAF 2020-2021                              |
|  | Qualifié pour la Coupe de la confédération 2020-2021                                  |
|  | Relégation directe en deuxième division                                               |
|  | T : Tenant du titre C : Vainqueur de la Coupe du Congo P : Promu de deuxième division |

- Étoile du Congo, 1 point de pénalité à la suite des troubles à domicile lors de la première journée, le club est qualifié pour la Coupe de la confédération 2020-2021 en tant que vainqueur de la Coupe du Congo 2019.
- AS Cheminots bat JS Poto Poto  lors des barrages de relégation (3-0,3-0) et se maintient en Ligue 1.

## Bilan de la saison
| Championnat du Congo de football 2019-2020 |                        |
| Champion                                   | AS Otohô (3e titre)    |
| Coupes et trophées                         |                        |
| Vainqueur de la Coupe du Congo 2019-2020   | Étoile du Congo (2019) |
| Qualifications continentales               |                        |
| Ligue des champions de la CAF 2020-2021    | AS Otohô               |
| Coupe de la confédération 2020-2021        | Étoile du Congo        |
| Promotions et relégations                  |                        |
| Promus en Ligue 1                          | FC Nathaly's           |
| Relégués en Ligue 2                        | Tongo FC Jambon        |